# 家族之死 (漫画)
《家族之死》（英語：A Death in the Family）是DC漫画公司旗下角色蝙蝠侠1988年的一条故事线，作者是吉姆·斯塔林，由吉姆·阿帕罗担任线稿，迈克·米格诺拉担任封面画师。《家族之死》于1988年8月至11月连载在《蝙蝠侠》第426-428期上，故事主线是蝙蝠侠的死敌小丑杀死了他的跟班罗宾。《家族之死》也因此被认为是《蝙蝠侠》最重要的故事之一。
第二任罗宾杰森·托德登场于1983年，起作用是为了代替无法出场的迪克·格雷森。1986年后，杰森因其鲁莽叛逆的形象刻画而不再受读者喜爱。编辑丹尼斯·奥尼尔当时正纠结该重新塑造杰森的人设，还是直接从《蝙蝠侠》连载中删去这一角色。奥尼尔想到1982年《周六夜现场》的一次互动环节，艾迪·墨菲鼓励观众拨打节目热线，投票决定是否在直播现场煮龙虾。为达到同样的效果，DC也通过电话投票，让粉丝们决定杰森的命运。
《家族之死》的起因是蝙蝠侠决定不再让杰森继续担任罗宾打击犯罪，杰森继而前往中东寻找生母，却遭小丑绑架折磨。在《蝙蝠侠》第427期的结尾，小丑引爆了关押杰森的仓库。 斯塔林和阿帕罗根据读者投票结果，预先准备了两种故事走向：杰森幸存以及杰森罹难。投票结果显示，希望杰森就此死去的读者以微弱的优势胜出。于是在《蝙蝠侠》第428期里，蝙蝠侠在仓库废墟找到杰森时，他已失去了生命体征。故事最终以蝙蝠侠和超人成功阻止小丑屠杀联大会场收场。
这一事件在饱受争议的同时也广为流传。尽管杰森不受欢迎，杀害旗下招牌角色的决定还是使DC玩火自焚。杰森之死给蝙蝠侠系列漫画带来了长久的影响，蝙蝠侠在营救杰森这件事上的失败，使得后续漫画创作走向更加黑暗。蒂姆·德雷克于1989年继任杰森成为第三任罗宾，杰森则在《头罩之下》（2004-2006）中以红头罩的身份复活。《家族之死》在读者中的热度经久不衰，自首次发行后又多次翻印。其情节要素也被应用在蝙蝠侠衍生电影、电视剧以及电子游戏中。同名的动画交互电影《蝙蝠侠：家族之死》也于2020年上映。

## 出版历史

### 背景
罗宾是DC漫画旗下超级英雄蝙蝠侠的少年跟班，首次登场于1940年4月的《侦探漫画》第38期。为了提升蝙蝠侠在儿童读者中的人气，蝙蝠侠之父鲍勃·凯恩和比尔·芬格引入了新角色罗宾，让蝙蝠侠不再形单影只。 初代罗宾迪克·格雷森从1940年起便是蝙蝠侠漫画中的常客，直到1980年马夫·沃尔夫曼和乔治·佩雷斯 让他在《少年泰坦》中登场。 此举让迪克不能在蝙蝠侠连载中出现, 因此当时《蝙蝠侠》的作者格里·康威和画师唐·牛顿在1983年的《蝙蝠侠》第357期引入杰森·托德。 沃尔夫曼和佩雷斯让迪克放弃罗宾身份，成为《少年泰坦》中的独立英雄夜翼，而杰森则继任成为《蝙蝠侠》连载中的罗宾
起初，杰森的起源故事和迪克的大同小异：两人都是马戏团成员之子，在父母被谋杀后都成为了蝙蝠侠的助手。 丹尼斯·奥尼尔于70年代开始执笔《蝙蝠侠》和《侦探漫画》，并于1986年成为蝙蝠侠故事的小组编辑。奥尼尔说：“康威和牛顿认为引入新角色不是问题。我觉得他们的想法是’市场反响已经证明，蝙蝠侠连载需要罗宾。现在这个罗宾已经成功了这么多年，我们就再如法炮制一遍。 《无限地球危机》(1985–1986)联动事件重启DC宇宙后，蝙蝠侠作者马克斯·艾伦·柯林斯应要求重新创作杰森的起源故事。 于是科林斯和画师克里斯·华纳从《蝙蝠侠》第408期（1987年6月）开始，用了4期连载将杰森重新塑造成一个街头不良少年。
重启后的杰森因反叛、冲动的性格特点反响不佳。 《蝙蝠侠》第424期（1988年6月）的一幕中，杰森甚至还打破了蝙蝠侠的不杀原则，并在此事上对蝙蝠侠有所隐瞒，引发了读者争议。此后，柯林斯因创作分歧退出团队， 作家吉姆·斯塔林和线稿吉姆·阿帕罗接手《蝙蝠侠》。 斯塔林并不喜欢杰森，一开始会刻意把他排除在故事之外。在奥尼尔的要求下，斯塔林还是把杰森写进了故事。斯塔林“决定利用他对杰森的厌恶”，把这种情绪带入到创作中。直到1988年，《蝙蝠侠》创作团队才意识到杰森的存在是个急需解决的大问题。

### 发展

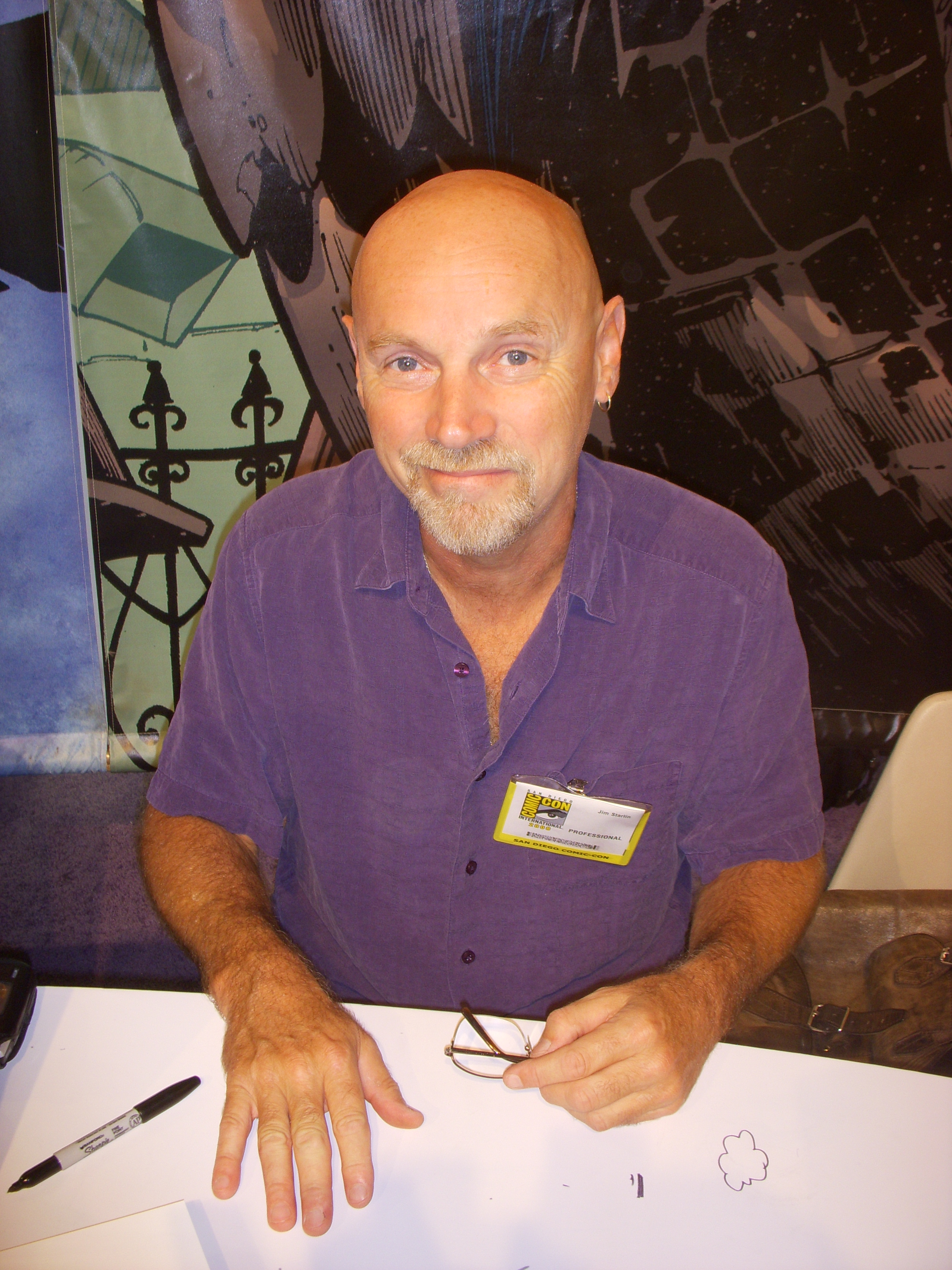
吉姆·斯塔林（摄于2008年）在应邀创作《家族之死》的半年前就曾提议杀死罗宾。

奥尼尔决定：要么重新塑造杰森的人设，要么将他从《蝙蝠侠》连载中剔除。 那段时间，DC正计划出版宣传艾滋病教育的漫画，便征集各位作者的意见，选出一位角色让其在漫画中死于艾滋。斯塔林闻讯便提交了厚厚一叠建议信，上面写满了杰森的名字。在发现这些匿名信全部出自斯塔林之手后，DC驳回了他的提议。 当时，DC漫画的高管珍妮特·卡恩想知道杰森究竟有多不受欢迎。 她和奥尼尔参加了一次编辑会议，会上奥尼尔想起1982年的一期《周六夜现场》，主持人艾迪·墨菲鼓励观众拨打付费电话，由他们投票决定是否在直播现场煮龙虾。互动环节的效果极佳，有近50万观众打来电话。奥尼尔便提议，可以用一位DC角色创造类似的噱头，卡恩对此表示很感兴趣。
奥尼尔认为，杰森是“最合适的候选人”，因为他不受欢迎，并且把他置于生死关头的做法能带来极高的话题度。奥尼尔说：“我们不想把这次机会浪费在诸如投票决定火风暴靴子该如何上色等无关紧要的小事上...这得是一件生死攸关的大事”。  卡恩则补充说，他们想让粉丝在杰森的去留问题上能有话语权，而不是不经同意就独断地删掉杰森，然后再找个罗宾替代他。 这种让粉丝介入创作过程的做法在当时还很新奇。DC市场营销部门副总裁布鲁斯·布里斯托认为，这个企划最困难的部分是统计参与人数。对此，销售经理约翰·波普从1987 年10月1日便开始致电AT&T，确保两条电话线路能用于投票。波普一直坚持到次年3月才成功预留线路。
在斯塔林提议杀死杰森的半年后，奥尼尔要求他着手进行早期剧本构思。 受 弗兰克·米勒创作的《蝙蝠侠：黑暗骑士归来》 (1986)启发，斯塔林决定让小丑杀死杰森。 斯塔林原本的剧本共分六期, 后因粉丝参与，故事进程大大加快，最终前四期的内容被压缩成两期出版。 阿帕罗、勾线迈克·德卡洛和填色阿德里安·罗伊共同完成了内页绘制，由编辑助理丹·拉斯普勒举荐的迈克·米格洛拉担任连载的封面画师。 在《蝙蝠侠》第427期中，囚禁杰森的仓库在蝙蝠侠抵达时刚好发生了爆炸。这期漫画的封底上还附有一则广告，上面画着蝙蝠侠抱着身受重伤的杰森。广告宣称杰森有可能伤重不治，但读者可以通过拨打电话投票来阻止悲剧发生：若读者拨打(1-(900) 720-2660)，则投票让罗宾幸存；若读者拨打(1-(900) 720-2666)，则让罗宾死去。这两串号码仅在东部标准时间1988年9月15日早上9点开始的35小时内有效，拨打地区仅限美国和加拿大。

斯塔林和画师们基于观众投票的不同结果，为《蝙蝠侠》第428期准备了两版结局。 正如奥尼尔所说：“两种结果都有可能出现。我们准备了两套对话框，也准备了不同的排版。我们做好了万全准备，以便在最小化改动的同时呈现出两种故事走向。我们为每个结局都做好了相应准备。” 拉斯普勒补充道：阿帕罗准备了三页备用画面和若干分镜，可以根据需要自由调整排版和顺序。 奥尼尔当时投了幸存票，因为身为编辑，她觉得杀死角色会让他的工作变得复杂，而斯塔林因为身在墨西哥而不能投票。 奥尼尔和拉斯普勒每90分钟查看一次投票进度。 DC的执行编辑和副总裁迪克·乔达诺希望读者能让杰森活下来；而奥尼尔坚信读者会投死亡票，因为他们想看看DC究竟会不会照做。
投票系统共收到10614票，其中5343票为死亡票，以仅72票的差距胜过了5271票生存票。 尽管卡恩辟谣称他们并未操纵投票, 奥尼尔还是认为可能存在刷票的情况。他听说有个律师用麦金塔电脑编程，使其每隔几分钟就拨打一次死亡票号码。不过奥尼尔也不能证实这条传闻的真实性。 他原本计划举办一个派对，在派对上公布投票结果。但奥尼尔最终打消了主意，决定在《蝙蝠侠》第428期面世前保守秘密，为此他甚至还瞒住了妻子、斯塔林和阿帕罗。 虽然斯塔林料到死亡票数更多，但还是讶异于极小的票数差距。 为了保密，制作总监鲍勃·罗扎基斯在罗伊填色期间寸步不离。填色完成后，罗扎基斯就马上让史蒂芬·鲍夫把样稿带走，让他在自家的地下室里完成最后的工作。

### 发行
《家族之死》发行时，蝙蝠侠的人气也在节节攀升。在《蝙蝠侠：黑暗骑士》和《蝙蝠侠：元年》(1987)大获成功后, 《蝙蝠侠》刊的月销量创下了70年代初以来的新高，并且当时蒂姆·伯顿的《蝙蝠侠》 (1989)真人电影也在制作中。 DC在广受好评的《蝙蝠侠：致命玩笑》（1988）发行后立刻公布了《家族之死》的信息；据作家克里斯·西姆斯回忆，《蝙蝠侠》的读者来信栏目充斥着唇枪舌剑的激辩，大家争相讨论着杰森应该活下去还是就此退场。
《蝙蝠侠》第426期是《家族之死》的第一期，于1988年8月23日发行。第427期则于两周后的9月6日发行。 粉丝则需要在1988年9月15日和16日投票决定杰森的命运。而含有杰森之死的《蝙蝠侠》第428期则于1988年10月18日发行。 故事线在1988年11月29日出版的《蝙蝠侠》第429期收尾。 最后两期漫画还有超人客串。 在前三期《家族之死》售罄后，DC趁热打铁，将几期《家族之死》重印成合订本，以迎接即将到来的圣诞购物季。这一切距离《家族之死》完结仅过了一周。 2009年出版的硬皮精装本还收录了沃尔夫曼、佩雷斯和阿帕罗于1989年创作的后续故事《蝙蝠侠：孤独死亡之所》, 介绍了杰森的继任者蒂姆·德雷克。 2021年4月，《家族之死》又发行了豪华精装版。
多年以来，杰森存活的原稿都存放在DC在加州伯班克的档案馆里，一直没有发行。 2006年3月出版的《蝙蝠侠年刊》第25期采用了一页当年阿帕罗准备的备用画稿； 雷·丹尼尔斯在他的《蝙蝠侠通史》(1999)中展示了一部分未采用分镜，Polygon 的记者苏珊娜·保罗也于2020年曝光了部分分镜。2020年3月，DC每日新闻 头一次向公众披露所有未出版的原始内页。 这些画稿也被收录进2021年出版的《家族之死》豪华精装版。

## 概要
一次任务中，杰森·托德（即罗宾）正在监听某个儿童色情犯罪团伙的对话。本应等待哥谭市警察支援的他无视了蝙蝠侠的指令并擅自出击。事后，蝙蝠侠责问杰森是否将打击犯罪视为儿戏，杰森却不以为然。回到韦恩庄园， 蝙蝠侠认为杰森的情绪不稳定，决定免去他的罗宾身份；盛怒之下的杰森直接一走了之。不巧的是，蝙蝠侠的死敌小丑正好也从阿卡姆疯人院中逃出。蝙蝠侠发现，小丑持有核武器，准备将其卖给恐怖分子。为了挫败小丑的阴谋，蝙蝠侠一路追踪小丑到了久经战火的黎巴嫩。
另一方面，杰森在原来生活的地方遇到了父母生前的朋友，并从其手中接过父亲留下的文件。杰森发现，出生证明上母亲的名字已经被污渍掩盖，但能看见名字首字母是“S”。而杰森的母亲凯瑟琳·托德的首字母应该是“C”。杰森推断出凯瑟琳是他的继母，随后便决定去寻找自己的亲生母亲。他操作蝙蝠电脑，将亲生母亲的寻找范围精确到位于中东和非洲的三个人。 杰森前往黎巴嫩，恰好在当地与蝙蝠侠会合。两人挫败了小丑的阴谋，成功阻止购得核武器的恐怖分子摧毁特拉维夫。蝙蝠侠同意帮助杰森寻找母亲。杰森盘问了第一位疑似生母的人——摩萨德特工沙尔敏·罗森。他们下一个找上的是蝙蝠侠的老相识西瓦女士。在服下两人给的吐真剂后，西瓦女士坦言自己并不是杰森的母亲。
确定杰森的生母是希拉·海伍德后，两人随即前往埃塞俄比亚。海伍德现在正从事人道主义救援工作；杰森和她团圆的场面令人动容。然而小丑发现，海伍德在哥谭曾为青少年做过非法手术，已被列入执业医师黑名单。小丑利用这点敲诈勒索，逼迫海伍德为他提供机构存贮在某仓库中的医疗物资。他将在黑市上出手医疗物资后，又将仓库用于存储致命的小丑毒气。 暗地里，海伍德也在挪用援助机构的款项。为了掩盖罪行，她将穿着罗宾制服的杰森交给小丑。小丑用撬棍打昏了杰森，将他和海伍德一起囚禁在仓库里，还安置了定时炸弹。为了保护母亲，杰森在炸弹即将引爆的那一刻扑向了海伍德。待姗姗来迟的蝙蝠侠赶到时，杰森和海伍德均身受重伤而死。
备受打击的蝙蝠侠带着二人的尸体回到了哥谭，和阿尔弗莱德·潘尼沃斯，警长詹姆斯·戈登以及芭芭拉·戈登一起，为两人举办葬礼。蝙蝠侠因杰森之死而自责，决定独自行动。佩尼沃斯提议邀请初代罗宾迪克·格雷森归队，但这一想法也被蝙蝠侠否决。小丑则会见了阿亚图拉·霍梅尼并接受了后者提供的伊朗政府职位。小丑在仓库中留下了手下的尸体以及联合国总部大楼 的地址，以此引诱蝙蝠侠前来。蝙蝠侠在大楼外埋伏时，超人到场，并试图劝离蝙蝠侠。小丑是伊朗驻联合国代表，将在联合国大会上演讲。只要蝙蝠侠和他起了冲突，事情就会演变成外交事故。
在演讲时，小丑试图用在大会现场散播小丑毒气，但超人成功阻止了气体散播。蝙蝠侠则紧咬小丑不放，一路追到了小丑用于逃亡的直升机上。小丑的手下在打斗时走火，射伤了飞行员，飞机旋即坠入海中。超人救起蝙蝠侠，却不见小丑踪影。蝙蝠侠再一次痛失和小丑了结一切的机会。

## 反响

### 初期

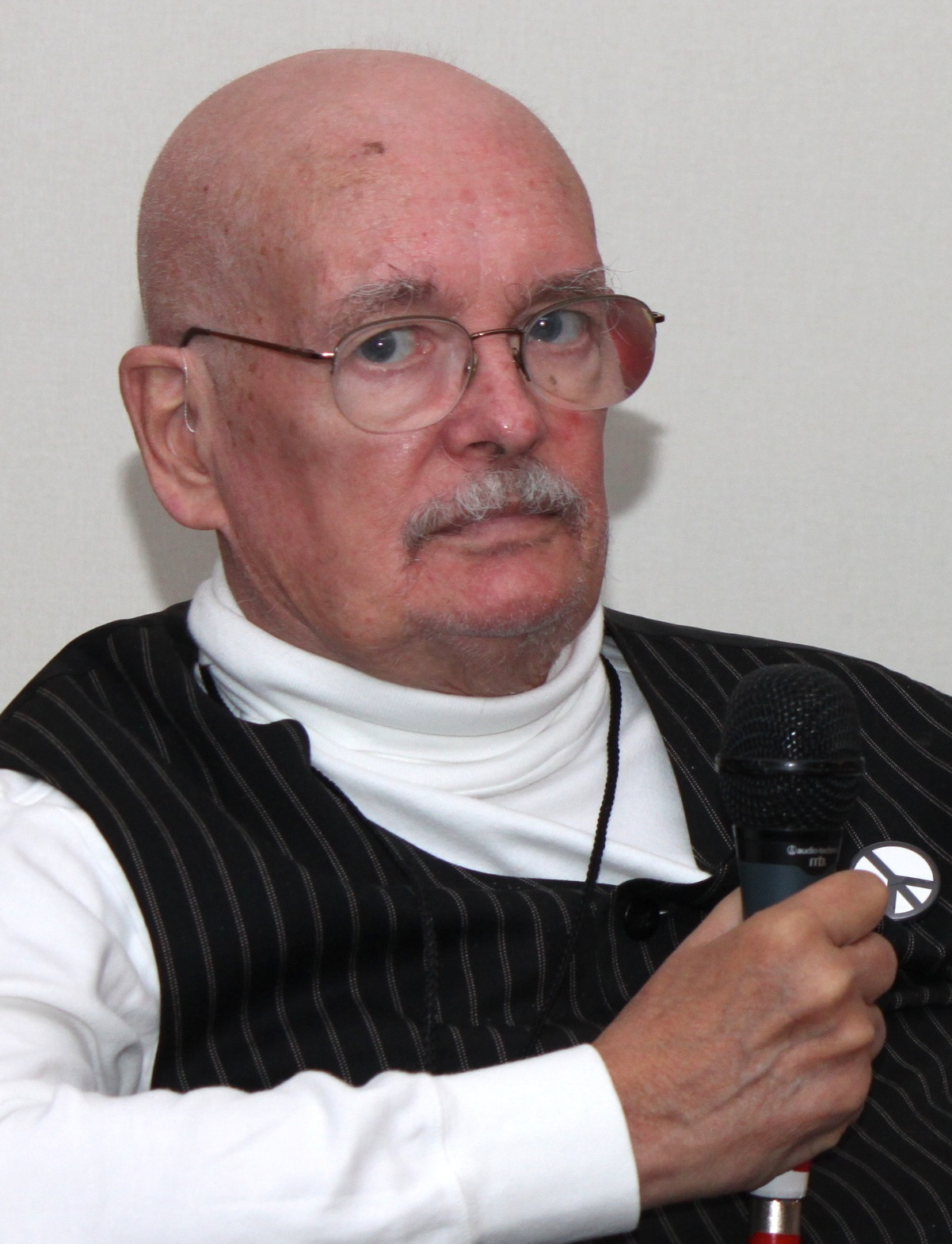
编辑丹尼斯·奥尼尔（摄于2012年）提议 DC 可以由粉丝决定杰森的生死。

前三期《家族之死》很快售罄。 据斯塔林所说，《家族之死》是DC漫画1988年最畅销的系列漫画。 当时，包括路透社、《今日美国》及《德撒律新闻报》在内的多家媒体均报道了这一大事件。但许多报道没提到的是，杰森并不是初代罗宾。 奥尼尔还在漫威漫画担任编辑时，就曾因写死琴·格蕾和艾丽卡等角色收到粉丝恶评，所以他早就做好了因杰森之死而被读者抵制的准备。然而奥尼尔在漫威供职时整个漫画市场正处于萧条期，激起的反响相对较小。而这次他要写死的罗宾是DC的招牌角色，注定了《家族之死》会掀起更大的风浪。
在《蝙蝠侠》第428期正式发行后，奥尼尔接连几天都在广播节目中对此事滔滔不绝，满心期待着宣传效果以及纷至沓来的访谈节目邀请。但让他和其他人都没想到的是，《家族之死》竟会带来如此反响。直到三天后，DC的宣传经理佩吉·梅才明令禁止奥尼尔在媒体上继续发声。 同时她也禁止所有人在电视节目上谈起《家族之死》。尽管刚开始很疑惑，但奥尼尔渐渐开始理解梅的做法，因为他也不想被公众视为“杀死罗宾的凶手”。 奥尼尔的助理编辑丹·拉斯普勒则因此被DC当时的执行副总裁保罗·里维兹痛批， 只因他在一次采访中将《家族之死》称为“噱头”。
杰森之死也割裂了当时的粉丝群体。有许多读者为此欢欣鼓舞，也有粉丝则希望杰森之死会带回前任罗宾迪克。还有一部分人则为其他粉丝的残忍感到痛心疾首。 奥尼尔和《蝙蝠侠》创作团队因此收到了恶意邮件和电话骚扰；据奥尼尔所说，来电内容有直截了当的辱骂：“你个混蛋”，也有奶奶的哭诉“我孙子喜欢罗宾，但我不知道该怎么和他说才好”。弗兰克·米勒则直言不讳，把《家族之死》称作“[DC]干过最唯利是图”的事……粉丝打个电话就能为一个小男孩招来杀身之祸。对我来说，杀掉罗宾这一出大概是我在漫画界见过的最丑陋的行径。” NPR文化评论家格伦·韦登认为米勒这么说很讽刺，因为正是米勒本人在他的《黑暗骑士归来》中，设计了小丑杀掉杰森的情节。

### 事件回顾
回顾杰森之死时，批评家都同意写死杰森这一决定。 西姆斯在书中写道：“杀掉杰森无疑是正确之举”，是为了造就一个更好的故事。他认为让小丑击败蝙蝠侠的做法使得两个角色都更加丰满了：小丑变成了“致命威胁……他的一举一动都会带来深远的影响”，而蝙蝠侠“在新读者涌入时有了令人痛心的角色动机”。 IGN的希拉里·戈尔茨坦和Den of Geek的杰米·黑尔斯通则赞扬故事对杰森之死的情绪把控十分到位，还刻画了先前作品鲜有着墨的一面——超级英雄生活的危险性。
但批评家们也诟病《家族之死》的情节。海尔斯通将《家族之死》比作“80年代的终极史诗："比《壮志凌云》还自以为是，比霍克·霍根还咋咋呼呼，比《天龙特攻队》还不切实际”。黑尔斯通和戈德斯坦都认为《家族之死》的情节难以令人信服，并且黑尔斯通还说小丑被任命为大使的桥段简直就是一出闹剧。 为Screen Rant撰稿的查尔斯·普雷佛则称《家族之死》的故事基调“在诙谐有趣和黑暗阴郁间摇摆不定”;尽管杰森被小丑折磨的过程和最终的结局十分沉重，各种荒诞的元素不禁让人回想起愚蠢的白银时代。普雷佛认为总体上，故事沉重的基调还是盖过了余下的荒诞，使得《家族之死》名声大噪，成为最黑暗的《蝙蝠侠》故事之一。
在读者群体中，《家族之死》仍不失为一个高人气故事。 尽管批评家对情节褒贬不一，但他们还是认为故事本身值得一读。黑尔斯通将故事称为“罪恶的欢愉”。尽管不像《蝙蝠侠：元年》或《蝙蝠侠：恶魔之子》(1987)一样具有奠基性，但《家族之死》的趣味性是无可置疑的。普雷佛把这句话概括为“如果不在意那些荒诞的部分的话，它（《家族之死》）值得一读。” 《家族之死》分别在2014年和2021年被包括 IGN、Complex GamesRadar+以及Screen Rant在内的多家媒体列入蝙蝠侠最佳故事榜单。 《滚石》的肖恩·T·柯林斯也将《家族之死》列入他眼中15个蝙蝠侠必读故事之一。柯林斯还高度赞扬了阿帕罗的作画以及斯塔林对小丑的角色刻画。

## 文学分析
尽管罗宾是漫画史上最出名的跟班之一，却鲜有文学分析研究《家族之死》。在文学批评家克瓦苏·泰伯看来，《家族之死》被提及的时候，要么是作为“探讨蝙蝠侠道德准则的个例研究“，要么是对DC的编辑决策以及前者和读者互动的个例研究。《家族之死》的核心思想是蝙蝠侠并不能救下每个人。 故事中，杰森被刻画成不得善终的悲剧角色. 泰伯主张杰森之死能让读者开始思考，作为背弃了蝙蝠侠的孤儿，杰森本质上是他最大的失败。他或许又只是个偏执的迷茫少年，最终因冲动盲目而自食其果。
鉴于杰森之死是读者投票导致的结果，泰伯得出结论： "“类似于“公开处刑”，“[杰森之死]”可以被理解成一种复杂的替罪行为"，杰森不受欢迎的原因在于他难以望其前辈—格雷森的项背，显得他是个“不够格”的罗宾。这也使得嫉妒之情在读者间滋生，让他们认为杰森并没有资格成为罗宾。 泰伯引用 勒内·吉拉尔的模仿欲望理论，指出奥尼尔让读者主宰杰森命运的决定引发了一次“模仿危机“，因为读者不仅能够影响到故事世界中[杰森]的存在，还被给予了与其竞争罗宾身份的权力。 因此，读者认为自己更有资格成为蝙蝠侠的拍档；他们认为投票杀掉杰森实际上是在帮助蝙蝠侠。 泰伯指出，相差无几的正反方票数也说明，其实粉丝可能没有我们所想的那样厌恶杰森。那些想要保住杰森性命的粉丝可能只想维持现状，抑或是他们觉得小丑的行为确实令人不安，因为死于他手的杰森只是个情绪不稳定的孩子。

### 对伊斯兰教的描述
《家族之死》因其对于阿拉伯恐怖分子的刻画方式而被批判带有伊斯兰恐惧症色彩。那些恐怖分子被描绘成反美反犹，追求武力接管西方世界的狂热者。  他们在漫画中总是一副蓄着长须、枪不离手的形象，还被称为“披着床单的土匪”。而这些恐怖分子的首领贾马尔则被刻画成脑满肠肥、鼾声不断的样子。1991年，杰克·沙欣在他对阿拉伯恐怖分子漫画形象的研究中指出，《家族之死》把阿拉伯人，穆斯林还有恐怖分子混为一谈，并将他们和疯狂的超级反派小丑相提并论。 杰汉泽布·达尔和沙欣引用小丑在美国大使馆的言论，作为《家族之死》中最能体现伊斯兰恐惧症，也最恶名昭彰的例子。 在小丑试图用在会场释放毒气前，他恶狠狠地说道：
很荣幸能为伊朗伊斯兰共和国说几句公道话。我认为我和伊朗的国家高层有很多相同点，比如我们都喜欢鱼儿，都不太理智。但我们同样也面临着一个共同问题，那就是没人尊重我们。所有人都把伊朗当作极端恐怖分子的温床！他们还对我说过更难听的话！我们受够了这些恶意、欺侮和轻视！忍无可忍，无须再忍！你们把我们当皮球到处踢的日子马上就要到头了！——出自小丑，《蝙蝠侠》第428期
达尔认为小丑幽默的言论背后，实际上是赤裸裸的伊斯兰恐惧症。 沙欣和达尔认为《家族之死》挑拨价值观截然相反的阿拉伯世界和西方世界，激化了双方的矛盾。 《家族之死》对中东地区的描绘也存在不少错误。斯塔林笔下的蝙蝠侠在贝鲁特说波斯语，但实际上阿拉伯语才是当地的主要语言。此外，尽管伊朗不是阿拉伯国家，但身为伊朗大使的小丑竟身着传统的阿拉伯头饰和长袍。达尔总结到：“[斯塔林]和[DC]对文化、信仰和政治准确性毫无敬意，对中东地区的描述过于粗鲁笼统，带有种族歧视意味——阿拉伯人、伊朗人和穆斯林没什么不同，他们都仇视西方。”

## 影响
作为DC最受争议的故事线，《家族之死》是上世纪80年代后期美国漫画产业朝黑暗写实风转型的一个缩影。在Looper的克里斯·斯内尔格洛夫看来，DC漫画史上最令人不安的一幕，就是杰森被浑身血污的小丑折磨致死的场景。 不过DC的编辑也从此次争议中吸取了经验教训，学会利用媒体宣传为角色之死造势,。 1992-1993年的大事件《超人之死》就是典型的例子。
尽管《家族之死》销量不菲，斯塔林在DC的工作还是受到了影响。DC的授权部门对于杰森之死大为光火，因为印有罗宾形象的午餐盒及睡衣等周边产品的销量出现了下滑。据斯塔林本人所说：“所有人都很生气，所以他们需要找个替罪羊来出气——而我就是那只替罪羊。” 没过多久，收不到工作通告的斯塔林进入了停工状态。不出半年，他就离开DC，回到漫威，并在之后创作出了《无限手套》(1991)。

### 对后续创作的影响
《家族之死》因其对后续蝙蝠侠故事的影响被认为是最重要的蝙蝠侠漫画之一。 这个故事改变了DC宇宙：这次小丑谋杀的可不是什么无名小卒，而是蝙蝠侠故事中的核心角色。除了《致命玩笑》（蝙蝠女孩在此事件中胃部中枪并因此瘫痪） 及1989年大获成功的蝙蝠侠电影外，《家族之死》把蝙蝠侠创作推向了一个更黑暗的方向。 经历杰森之死后的蝙蝠侠更加暴力，并且容易感情用事。在下一个十年中，蝙蝠侠的角色内核始终离不开未能救下杰森的遗憾。 康威认为《家族之死》塑造了一个真正的“黑暗骑士”，一个哥谭的无情执法者。 当DC宇宙的创作理念随着2011年DC漫画的新52企划一起重启时，《家族之死》因其重要性而得到保留。
其实不管最后结局如何，杰森的罗宾生涯都难以为继。  奥尼尔本想等上一年再推出杰森的继任者，但DC管理层急需一个新罗宾。奥尼尔和沃尔夫曼便着手创作新角色蒂姆·德雷克，并让其于1989年在沃尔夫曼、佩雷兹和阿帕罗创作的故事线《蝙蝠侠：孤独死亡之所》中首次登场。奥尼尔为经历杰森之死的蝙蝠侠编排了需要新跟班的理由，并且他创作提姆的目的就是为了平息漫画粉丝们的不满。 事实证明，提姆十分讨喜。作为罗宾，他参与了很多短篇连载以及1993-2009年的长期连载，  直到 2009 年才被达米安·韦恩取代。和杰森类似的是，达米安也不服从蝙蝠侠，从不吝啬使用致命手段。 格兰特·莫里森和弗雷泽·厄文的《蝙蝠侠与罗宾》第13期（2010）中有一幕是达米安拿着撬棍殴打小丑，致敬了杰森之死。 
在90年代到21世纪初。杰森之死是少数未被推翻的漫画设定。不像传统的漫画角色之死，杰森一死，就注定他不会被复活。在《家族之死》发行的时候，奥尼尔就说过：“复活杰森会让故事变得非常老套。”在漫画迷中流传着一个梗：除了巴基·巴恩斯、本叔叔以及杰森外，没有哪个漫画角色会彻底死透。  （有趣的是，漫威于2004年让巴基以冬兵的身份复活  )杰夫·勒布和吉姆·李的《缄默》（2002-2003）初步透露了杰森归来的可能，漫画里泥脸化作僵尸杰森的模样来嘲讽蝙蝠侠。 作家贾德·维尼克在读过《缄默》后，好奇为什么DC从不复活杰森。 在维尼克和画手道格·曼克创作的故事线《头罩之下》（2004-2006）中，杰森复活，并变成了嗜杀的义警红头罩；故事里对此解释是至尊小超人打碎现实之墙的举动意外复活了他。 杰森终于又回到了蝙蝠侠大家庭， 并参与了系列连载《红头罩和法外者》（2011-2021）。 尽管杰森复活了，记者苏珊娜·保罗还是认为杰森之死比角色本身更为出名。

### 在其他媒体上的影响
布鲁斯·蒂姆和保罗·迪尼曾考虑将《家族之死》改编进《蝙蝠侠：动画系列》（1992-1999），但最终因情节过于暴力而放弃。他们删除了杰森的角色，并把他身上的一部分特质给了德雷克。 这个故事最终被改编成漫画续集《蝙蝠侠：冒险继续》（2020），由迪尼和阿兰·伯内特撰写， T.坦普尔顿绘制在漫画中，小丑和哈莉·奎茵绑架了杰森。小丑试图用撬棍将他殴打致死却遭到哈莉反对。她随后便找到了蝙蝠侠。当蝙蝠侠到达关着杰森的仓库时，仓库因氢气罐泄露，已被火海吞没。伤痕累累的杰森乞求蝙蝠侠对小丑下杀手，但蝙蝠侠仍坚持先救治杰森；杰森试着阻止蝙蝠侠，不曾想却打翻了更多氢气罐，最终命丧爆炸。
2010 年 DC 宇宙原创动画电影《蝙蝠侠：红头罩之下》也吸收了《家族之死》的元素。该片由布兰登·维埃迪导演，是漫画《头罩之下》的改编。  电影中， 拉斯·奥·古 (詹森·艾萨克配 ) 为了顺利摧毁欧洲金融区，雇佣了小丑 (约翰·迪·马吉欧配)来引开蝙蝠侠(布鲁斯·格林伍德配)和杰森(詹森·阿克斯配) 。蝙蝠侠二人跟着小丑来到了波斯尼亚。之后小丑用和《家族之死》中类似的手法杀死了杰森。  维埃迪还导演了另一部由漫画改编而来的互动电影《蝙蝠侠：家庭之死》。除了詹森·阿克斯被换成文森特·马泰拉外，配音阵容还是沿用前作原班人马。  电影采用了了和类似于当初漫画的投票机制，允许观众决定杰森的生死。杰森在影片结尾共有三个结局：成为红头罩、缄默或是红罗宾。 
《家族之死》在DC 扩展宇宙(DCEU) 也有提及。在《蝙蝠侠大战超人：正义黎明》（2016 ）中，蝙蝠洞里陈列着一件战损罗宾装。 这一点在《自杀小队》中（2016 ）解开谜底：哈莉·奎茵（玛格特·罗比饰）曾帮助小丑（杰瑞德·莱托饰）杀害了这个罗宾。 《扎克·斯奈德的正义联盟》（2021年发行，为2017年院线版《正义联盟》的导演剪辑版）中也出现了小丑借罗宾之死嘲笑蝙蝠侠（本·阿弗莱克饰）的剧情。 尽管华纳兄弟和《自杀小队》的导演大卫·阿耶都声称死去的罗宾是杰森， 《蝙蝠侠大战超人》的导演扎克·施耐德却回应说他不想照搬《家族之死》，死去的罗宾应该是迪克·格雷森。 在华纳解除和他的合作关系前，扎克本计划在《正义联盟》的续集中展开叙述罗宾之死。 在放出《正义联盟：导演剪辑版》前，扎克也曾提议为《蝙蝠侠大战超人》出版一本漫画书前传，其中含有罗宾之死的细节，但DC拒绝了这一提案。 
在 2010 年的《蝙蝠侠：英勇无畏》（2008-2011）的《帝皇小丑》一集中，五微生物蝙蝠螨（保罗·鲁本斯配）提到了《家族之死》以及投票电话的数字900，还出现了一幕蝙蝠侠抱着死去罗宾的场景。 杰森在电子游戏《蝙蝠侠：阿卡姆骑士》 （2015）中的形象也是受《家族之死》启发。  DC Universe和HBO Max流媒体电视剧集《泰坦》中，杰森（柯伦沃尔特斯饰）担任主要角色。在《泰坦》第二季剧集《丧钟》（2019）的最后，丧钟（埃塞·莫拉莱斯饰）试图杀掉杰森，留下了一个巨大的悬念。为此，DC Universe 举办了一次投票，由粉丝决定杰森的命运。这次活动只是对《家族之死》的致敬，并不影响后续剧情。  2021年播出的《泰坦》第三季也吸收整合了《家族之死》的元素。 

## 引用资料
1. 1 2 3 4 5  Pearson Uricchio 1991，第18–32頁.
2. ↑  Weldon, Glen. .  First Simon & Schuster hardcover edition. New York https://www.worldcat.org/oclc/928480968. 2016. ISBN 1-4767-5669-4. OCLC 928480968. 缺少或|title=为空 (帮助)
3. ↑  Weldon 2016，第124頁.
4. 1 2 3 4 5 6 7 8 9 10 11 12 13 14 15 16 17 18 19 20 21  Grunenwald, Joe. . The Beat. 2018-11-29  [2021-06-10]. （原始内容存档于2021-05-21）.
5. 1 2  Weldon 2016，第126頁.
6. ↑  Thompson 1987，第23-41頁.
7. ↑  Weldon 2016，第147頁.
8. 1 2  Franklin 2011，第67-76頁.
9. 1 2 3  Greenfield, Dan. . 13th Dimension. 2014-12-20  [2021-06-24]. （原始内容存档于2021-06-24）.
10. 1 2 3 4 5 6  Avila, Mike. . SyFy Wire. 2018-10-31  [2021-06-10]. （原始内容存档于2021-06-11）.
11. ↑  Weldon 2016，第147–148頁.
12. 1 2 3  Weldon 2016，第148頁.
13. 1 2 3 4 5 6 7 8  F+W 1988，第Cover, 3頁.
14. 1 2 3 4 5 6 7 8  Sims, Chris. . Looper. 2017-12-01  [2021-06-10]. （原始内容存档于2021-06-11）.
15. ↑   HC (2009 DC Library). DC Comics. 2009  [2017-09-13]. （原始内容存档于2017-07-24）.
16. 1 2 3  Grunenwald, Joe. . The Beat. 2020-11-13  [2021-06-20]. （原始内容存档于2021-03-03）.
17. 1 2 3  Polo, Susana. . Polygon. 2020-03-10  [2021-06-12]. （原始内容存档于2021-06-09）.
18. ↑  Grunenwald, Joe. . The Beat. 2020-03-27  [2021-06-20]. （原始内容存档于2021-06-25）.
19. 1 2  Belkin, Mark. . DC in the 80s. 2018-04-26  [2021-07-13]. （原始内容存档于2021-07-14）.
20. 1 2 3  Weldon 2016，第149頁.
21. ↑  . Deseret News. 1988-10-27  [2021-06-26]. （原始内容存档于2021-06-27）.
22. 1 2 3  Calamia, Kat. . GamesRadar+. 2020-05-26  [2021-07-13]. （原始内容存档于2021-07-13）.
23. ↑  Pearson Uricchio 1991，第33–46頁.
24. 1 2  Weldon 2016，第150頁.
25. 1 2 3 4 5  Goldstein, Hilary. . IGN. 2005-06-09  [2021-07-25]. （原始内容存档于2021-06-30）.
26. 1 2 3 4 5 6 7  Hailstone, Jamie. . Den of Geek. 2008-11-24  [2021-07-25]. （原始内容存档于2021-06-28）.
27. 1 2 3 4  Prefore, Charles. . Screen Rant. 2020-06-21  [2021-07-25]. （原始内容存档于2021-07-10）.
28. ↑  Yehl, Joshua. . IGN. 2014-04-09  [2021-07-25]. （原始内容存档于2017-09-12）.
29. ↑  Serafino, Jason. . Complex. 2014-05-01  [2021-07-25]. （原始内容存档于2021-01-26）.
30. ↑  Lydon, Pierce. . GamesRadar+. 2021-07-07  [2021-07-25]. （原始内容存档于2021-04-09）.
31. ↑  Lealos, Shawn S. . Screen Rant. 2021-05-24  [2021-07-25]. （原始内容存档于2021-02-09）.
32. ↑  Collins, Sean T. . Rolling Stone. 2012-07-23  [2021-07-25]. （原始内容存档于2021-05-10）.
33. ↑  Tembo 2021，第189頁.
34. ↑  Tembo 2021，第203頁.
35. ↑  Tembo 2021，第201頁.
36. ↑  Tembo 2021，第202頁.
37. 1 2  Tembo 2021，第190頁.
38. ↑  Tembo 2021，第196頁.
39. ↑  Tembo 2021，第207頁.
40. ↑  Tembo 2021，第207, 209頁.
41. ↑  Tembo 2021，第209頁.
42. ↑  Dar 2010，第101頁.
43. ↑  Shaheen 1994，第123頁.
44. 1 2 3 4  Shaheen 1994，第124頁.
45. 1 2 3 4  Dar 2010，第102頁.
46. ↑  Webber, Tim. . Comic Book Resources. 2018-08-18  [2021-07-13]. （原始内容存档于2021-07-14）.
47. ↑  Leroy, Kath. . Comic Book Resources. 2020-06-24  [2021-07-13]. （原始内容存档于2021-07-14）.
48. ↑  Snellgrove, Chris. . Looper. 2017-03-02  [2021-07-13]. （原始内容存档于2020-10-31）.
49. ↑  Weldon 2016，第149–150頁.
50. ↑  Weldon 2016，第192頁.
51. ↑  Parker, Jamie. . Comic Book Resources. 2020-12-26  [2021-07-12]. （原始内容存档于2021-07-12）.
52. ↑  Saavedra, John. . Comic Book Resources. 2018-04-27  [2021-07-12]. （原始内容存档于2021-07-12）.
53. ↑  Manning 2011，第108頁.
54. 1 2 3  Eason, Brian K. . Comic Book Resources. 2007-06-11  [2021-06-22]. （原始内容存档于2021-06-24）.
55. ↑  Volo, Kevin. . The Heroes, Villains and Sidekicks Show. 2017-06-18  [2021-06-22]. （原始内容存档于2021-06-24）.
56. ↑  Rogers, Vaneta. . Newsarama. 2011-06-15  [2021-07-05]. （原始内容存档于2013-12-19）.
57. ↑  Cronin, Brian. . Comic Book Resources. 2015-09-04  [2021-06-20]. （原始内容存档于2021-06-24）.
58. 1 2  Rogers, Vaneta. . Newsarama. 2011-02-24  [2021-07-07]. （原始内容存档于2013-05-04）.
59. ↑  . DC Comics.   [2021-07-15]. （原始内容存档于2021-07-15）.
60. ↑  Buxton, Marc. . Comic Book Resources. 2015-12-27  [2021-07-15]. （原始内容存档于2021-07-15）.
61. ↑  Hernandez, Danny. . Comic Book Resources. 2019-12-06  [2021-07-15]. （原始内容存档于2021-07-11）.
62. ↑  Sims, Chris. . ComicsAlliance. 2010-07-08  [2021-07-15]. （原始内容存档于2021-07-15）.
63. ↑  Taylor 2008，第14頁.
64. ↑  Williams, Owen. . Empire. 2014-05-09  [2021-06-21]. （原始内容存档于2021-05-21）.
65. ↑  Riesman, Abraham. . Vulture. 2021-03-19  [2021-12-29]. （原始内容存档于2017-05-07）.
66. ↑  Esposito, Joey. . IGN. 2011-09-16  [2021-07-12]. （原始内容存档于2021-07-12）.
67. ↑   (Interview with Batman: The Animated Series staff). Warner Bros. 2004. Event occurs from 6:04–6:35.
68. ↑  Sawan, Amer. . Comic Book Resources. 2020-09-14  [2021-07-05]. （原始内容存档于2021-06-29）.
69. ↑  White, Cindy. . IGN. 2010-07-08  [2021-07-05]. （原始内容存档于2021-04-06）.
70. 1 2  Dar, Taimur. . The Beat. 2020-10-13  [2021-07-05]. （原始内容存档于2021-01-20）.
71. ↑  Rector, Seth. . Screen Rant. 2020-09-07  [2021-07-05]. （原始内容存档于2021-07-09）.
72. ↑  Motamayor, Rafael. . Polygon. 2020-11-10  [2021-07-05]. （原始内容存档于2021-07-09）.
73. ↑  Trumbore, Dave. . Collider. 2020-10-14  [2021-07-05]. （原始内容存档于2021-05-31）.
74. ↑  Chapman, Tom. . Digital Spy. 2020-11-18  [2021-07-03]. （原始内容存档于2021-07-09）.
75. ↑  Grant, Stacey. . MTV. 2016-08-08  [2021-07-03]. （原始内容存档于2017-10-09）.
76. ↑  Breznican, Anthony. . Vanity Fair. 2021-03-18  [2021-07-03]. （原始内容存档于2021-03-19）.
77. ↑  Grebey, James. . Business Insider. 2016-08-08  [2021-06-29].
78. 1 2  Ridgely, Charlie. . ComicBook.com. 2018-11-18  [2021-07-03]. （原始内容存档于2021-03-25）.
79. ↑  O'Connell, Sean. . CinemaBlend. 2021-03-22  [2021-07-03]. （原始内容存档于2021-07-09）.
80. ↑  . 2021-02-17  [2022-02-03]. （原始内容存档于2021-02-28）.
81. ↑  Nadel, Nick. . ComicsAlliance. 2010-10-26  [2017-09-10]. （原始内容存档于2017-08-01）.
82. 1 2  Schedeen, Jesse. . IGN. 2019-10-10  [2021-07-03]. （原始内容存档于2021-05-31）.
83. ↑  Venable, Nick. . CinemaBlend. 2021-06-17  [2021-07-03]. （原始内容存档于2021-07-04）.